# مجلس عمال سكك الحديد (أمريكا)

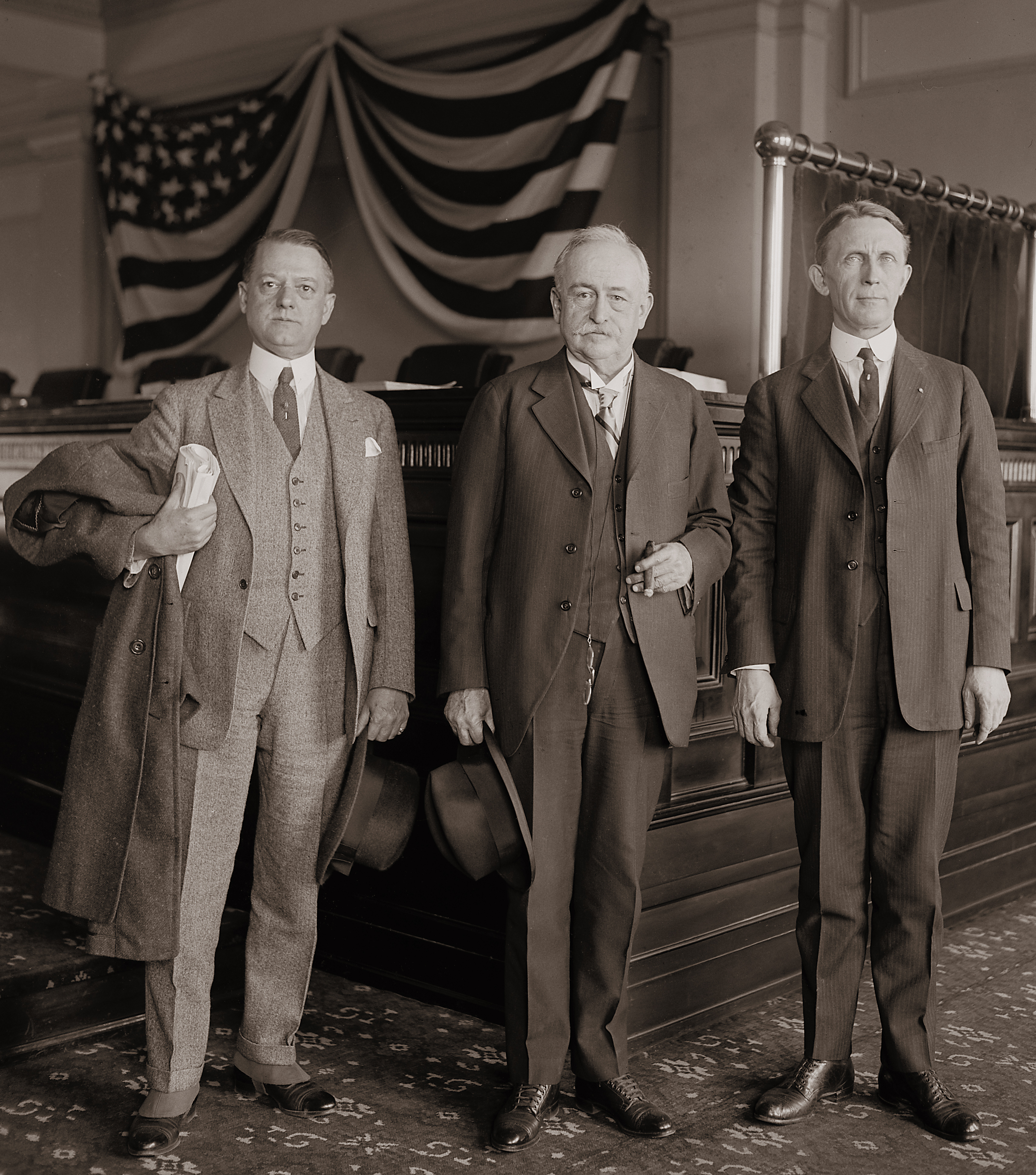
هانغر، بارتون، الرئيس هوبر أعضاء مجلس عمال سكك الحديد (أكتوبر 1921 اضغط على الصورة)

مجلس عمال سكك الحديد هي مؤسسة أنشئت في الولايات المتحدة الأمريكية بعد الموافقة على قانون النقل لعام 1920. كان دور المجلس المؤلف من من تسعة أعضاء تسهيل تسويات منازعات الأجور بين شركات السكك الحديدية و موظفيها. وكان موافقة المجلس على تخفيض أجور عمالاسكك الحديدية دور أساسي في إضراب أعمال السكك الكبير في عام 1922. تم حل المجلسفي 20 مايو 1926 عندما وقع الرئيس الأميريكي كالفين كوليدج قانون للسكك الحديدية.